# 江川三郎
江川 三郎（えがわ さぶろう、1932年〈昭和7年〉7月10日 - 2015年〈平成27年〉1月18日）は、オーディオ評論家。
東京生まれ。上智大学経済学部商学科卒業。

## 概要
当初はコンサートマネージメントなどの音楽関係者だったが、学生時代にオーディオ誌のライターをしており、後にオーディオ評論家になる。40代に入ってから自身でも機器の開発を始めるようになり、『レコード芸術』や『オーディオアクセサリー』などで研究発表を開始する。同じオーディオ評論家の菅野沖彦は学生時代からの友人で、菅野は「江川からオーディオを習った」と季刊アナログ誌などに記している。音楽関連の職についていた経験から、一般的なオーディオ評論家とは音楽に対するスタンスが異なる。
アイデア先行型で自身のフィロソフィーによりオーディオを探求した。市販品の改造やアクセサリーの開発をすることが多い。スピーカーの自作に関しては、ボーカル帯域（主に中域）を重視したスピーカーを製作していた。
1970年代に「ケーブルで音が変化する」、「ニアフィールド・リスニングの可能性」「電源のクォリティ」などの説を提唱した。ワインと蕎麦の愛好家でもあった。
2015年1月18日、悪性リンパ腫のため82歳で死去した。

## ケーブルで音が変わるという説
ケーブルとは、スピーカーケーブル、電源ケーブル、オーディオ機器を接続するケーブルなど、全てを指す。
「ケーブルで音が変わる」という説は未だに科学的に立証されていない。ケーブルによって信号波形が変化する事は、理論的には自明である。まず電気抵抗は小さいほうが、波形への影響も小さいとされるため、ケーブルには銅、稀に高級なものには銀が使われるのが常識であり、鉄やアルミニウムのような電気抵抗が大きなものは素材として使われない。高周波は電線の表面を流れるため、単線よりも細い線を縒りあわせたもののほうが伝導性が高いというのは、理論的には正しい。また、電線はそれ自体が一種の電磁石であり、交流を流した場合は振動するので、ケーブルの皮膜は振動をできるだけ抑える素材を用いれば、信号波形への影響は小さくなる。
しかし、それを測定器で実測する場合においては、MHz単位の高周波においては明確に観測できるが、より低い周波数帯域（つまりオーディオ機器で使われる帯域／人間の耳で聞こえる音波として変換される電気信号の帯域）においては、機器の測定誤差範囲以下に過ぎない。このような微小な信号変化を人間の耳で聴き分ける事ができるかどうかについては、さまざまな意見がある。少なくとも、聴き分けが可能か否か客観的な証明（ブラインドテストなど）はされていない。むしろスピーカーやアンプによる歪みの方が遥かに大きい。
しかしながら、現行のオーディオ用ケーブルは、単線ではなく細い線を縒りあわせたものとなっており、これは江川の主張に沿った傾向である。また、オーディオメーカー各社はこぞって「高音質用ケーブル」を販売しており、オーディオ雑誌・書籍などでは評論家が音の優劣についてコメントしている。現在ではその傾向がエスカレートして、一本100万円を越えるようなケーブルすら市販されている。晩年の江川三郎はオーディオアクセサリー誌にて、「今の高級ケーブルの価格は行き過ぎている」と語り、自作ケーブルであっても細い物を作成し販売していた。

## 理論の実証のための改造・製作の実践
江川はスピーカーの自作も行ったが、ボーカル帯域（人間の声域）の再現を重視し、低音再生を犠牲にしていた。同じように自作スピーカーで人気を誇る長岡鉄男とは180度違う方向性である。
自作スピーカーは、まず箱（エンクロージャー）を製作し、それにスピーカーユニットを取り付ける。中高音の再生はユニットそのままでも十分可能であり、それを箱に取り付けるのは低音を再生するのが目的である。江川方式は、そういった方法とは異なったアプローチであるとも言える。
ちなみに江川自身は主に背面バッフルの無いダイポール（後面開放）型や平面バッフル型のスピーカーシステムを好んだと言われている。また、市販品では口径の小さいスピーカー（概ね6.5インチ〈16cm〉以下）を薦める傾向にあり、ユニットのフレームに切れ込みを入れたり、コルゲーションダンパーや振動板のセンターキャップを除去または一部をカットしたり、セーム革製エッジへ交換するなどの改造を行った。江川によれば、これらは「磁力による電磁誘導や渦電流歪による影響や材質による固有の付帯音を除去するため」の理由であるとした。
スピーカーだけではなく、CDプレーヤーやアンプもなるべく、消費電力の小さいものを好み推奨していた。小型であれば基盤の内部配線も縮小・最短化され、信号のロスやコモンモードにおける雑音が少なくなるとし、市販のポータブルCDプレーヤーをベースに改造した据え置き型プレーヤーを製作・販売もしていた。また、市販品でも興味を惹かれたアイデアは自身の製作に取り入れた。
レコードプレーヤー（ターンテーブル）ではダイレクトドライブのサーボ制御による音への干渉やコギングなどによる固有の回転ムラを嫌い、一時期は影響を緩和するためターンテーブルを大型化したり、質量の大きなカウンターウェイトを取り付けたプレーヤーを自作していたが、効果は高かったものの質量をどれだけ追加しても音の変化に切りがなかったため、後年では回転制御機構のないアイワの「PX-E800」などの1万円前後の価格帯のベルトドライブ型を使用し推奨していた。アームもオフセット角やカーブのない真っすぐなアームに音質的利点を見出し、「ピュアストレートアーム」と名付けて製作していた。理由の一つとして当時の廉価なプレーヤーのほとんどがストレートアームを使用していたことが挙げられる。
RCA技術者オルソンが提唱していたステレオスピーカーの設置方式である「スピーカーの間隔を広く空け、正面を視聴者に向け内向きに設置する」といういわゆる「オルソン方式」とは逆の「スピーカーの間隔を狭めるか密着させ、スピーカー正面を外向きに設置する」という「逆オルソン方式」を考案し推奨していた。これは左右のスピーカーの音の干渉と、スピーカーの間から音が聞こえなくなる「中抜け」という現象を嫌ったものである。江川はこの方式を元に自宅の壁に穴を開け、柱にユニットを固定して使用していたこともあった。
晩年には「ステレオよりもモノラルの方が音が良い」という結論に達し、モノラル用に特化したスピーカーを製作していた。

## 他の評論家との関係
江川は自分を「ナチュラルサウンド」、長岡鉄男を「アーティフィシャルサウンド」と述べていた。一方、長岡は江川を「京風懐石料理」、自身を「漁師料理、あるいは猪の丸焼き」と述べていた。双方とも己の方向性こそ原音に近く、相手のそれを人工的に手を加えたものとしていた。しかし、実生活での二人は仲が良く、長岡は江川との方向性の違いについて「最終目的は同じなのだろうがコースが違う。日本からブラジルに行くのに、今はコース半ば、丁度お互い地球の裏側にいるのではないだろうか。」と評していた。
一方、前述の菅野沖彦とも交友があったが、菅野のローエンドオーディオ嫌いに対し、江川はハイエンドオーディオを嫌った。

## 著書
- 『オーディオ救急箱』音楽之友社、東京〈実用オーディオ講座 2〉、1974年。 NCID BN04030257。OCLC 674419608。
- 江川三郎『江川三郎のオーディオ研究ノート』音楽之友社、東京〈オーディオ選書〉、1990年8月。ISBN 4276241170。 NCID BN05619326。OCLC 672674335。

## テレビ出演
- 「“江川工房”の皆さん」NHK(2012年11月8日)『こんにちはいっと6けん - 笑顔みつけ隊』。